# АБА сезона 1967/68.
АБА сезона 1967–68. је била прва сезона за Америчку кошаркашку асоцијацију. АБА је практично била ривал и изазивала Националну кошаркашку асоцијацију. Од кошаркашких новина АБА је увела црвено-белу и плаву кошаркашку лопту. Коришћен је 30-секундни сат за напад и шут, за разлику од НБА-овог 24-секундног времена за напад и за шут, а користили су и шут за три поена. У првој сезони лиге играло је 11 тимова, а сваки тим је играо по распореду од 78 утакмица.

## Историја
Америчку кошаркашку асоцијацију (АБА) основали су 1967. Денис Марфи, бивши градоначелник Буена Парка у Калифорнији, и Гери Дејвидсон, адвокат из округа Оринџ у Калифорнији. Џорџ Мајкан, бивша звезда Националне кошаркашке асоцијације најпознатији по својој каријери у Минеаполис лејкерсима, именован је за првог комесара лиге, рекавши да ће АБА избегавати узимање играча из НБА као првоосноване лиге, јер жели да избегне правна питања у вези са клаузулом о резерви и нада се да ће избећи стварање рата надметања за таленте који би само довеле до неисплативих играчких плата. Упркос томе, Њујорк тајмс (The New York Times) је известио да су тентетативне понуде дате Оскару Робертсону а и Вилту Чејмберлену, којем је понуђен уговор који ће му платити 50.000 долара (половина онога што је направио са Филаделфија 76ерсима) заједно са 20% удела у тиму који је почео да игра као Њу Џерзи американсима.
До априла 1967, лига је објавила да ће лига почети за сезону 1967–68 са 11 тимова у две дивизије. Источна дивизија би укључивала тимове који представљају Индијанаполис, Индијану, Луивил (Кентаки), Њујорк, Минеаполис и Питсбург, док би западну чинили Анахајм, Калифорнија, Далас, Денвер, Хјустон, Њу Орлеанс и Оукланд. Сваки власник тима се обавезао да ће имати ресурсе да раде најмање три године уз годишњи буџет од 500.000 долара и да ће моћи да апсорбују све финансијске губитке током тог периода.
Са првим избором на инаугурационом драфту лиге у априлу 1967, Индијанаполис је изабрао Џимија Вокера, који је био универзитетски Ол-америкен на Провиденс колеџу, где је његових 30,4 поена по утакмици предводио све главне играче колеџа. Вокер је такође био први пик на НБА драфту 1967. од стране Детроит пистонса и на крају је одиграо целу своју каријеру у НБА лиги. Међу својим пиковима, Њу Орлеанс је одабрао скакача с мотком Боба Сигрена „јер је он сјајан спортиста и мислимо да може да игра професионалну кошарку“, упркос чињеници да никада није играо кошарку на нивоу колеџа. Једанаест тимова је одабрало укупно 130 играча.
У јуну 1967. водећи стрелац НБА Рик Бари напустио је Сан Франциско вориорсе да би потписао уговор са Оукландом, чиме је постао седми играч и прва суперзвезда која је пребегла у лигу почетника. Процењена вредност трогодишњег уговора певача и власника тима Пета Буна процењена је на 500.000 долара и учинила би га једним од најплаћенијих кошаркаша. Споразум је укључивао 15 одсто власништва у франшизи, што је Барија навело да примети: „Понуда коју ми је Оукланд дао била је она коју једноставно нисам могао да одбијем. У августу је, међутим, судија вишег суда потврдио резервну клаузулу у Баријевом уговору и пресудио да је он био обавезан да игра за Вориорсе или да не игра целу сезону. Бари је на крају изабрао да не игра сезону, уместо да би играо за Сан Франциско.
Мајкан је у августу представио препознатљиву црвену, белу и плаву званичну лопту лиге, назвавши је „патриотском лоптом“ и рекавши да би визуелно била привлачнија на телевизији.

## АБА тимови
| 1967/68. Америчка кошаркашка асоцијација |                      |                                          |                                           |             |
| Дивизија                                 | Екипа                | Град                                     | Арена                                     | Капацитет   |
| Исток                                    | Индијана пејсерси    | Индијанаполис, Индијана                  | Индијана стејт фарм колосеум              | 10.000      |
| Исток                                    | Кентаки колонелси    | Луивил, Кентаки                          | Луивил конвеншн центар                    | 6.000       |
| Исток                                    | Минесота маскиси     | Блумингтон, Минесота                     | Метрополитан спортс центар                | 15.000      |
| Исток                                    | Њу Џерзи американси  | Тинек, Њу Џерзи                          | Тинек армори                              | 5.500       |
| Исток                                    | Питсбург пајперси    | Питсбург, Пенсилванија                   | Сивик арена (Питсбург)                    | 12.508      |
| Запад                                    | Анахајм амигоси      | Анахајм, Калифорнија                     | Анахајм конвеншн центар                   | 9.100       |
| Запад                                    | Далас чапаралси      | Јуниверсити Парк (Тексас), Далас, Тексас | Муди колосеум Далас Меморијал аудиторијум | 8.998 9.815 |
| Запад                                    | Денвер рокетси       | Денвер, Колорадо                         | Денвер аудиторијум арена                  | 6.841       |
| Запад                                    | Хјустон маверикси    | Хјустон, Тексас                          | Сем Хјустон колосеум                      | 9.200       |
| Запад                                    | Њу Орлеанс баканирси | Њу Орлеанс, Луизијана                    | Лојола филд хаус                          | 6.500       |
| Запад                                    | Оукланд Оукси        | Оукланд, Калифорнија                     | Оукланд-Аламеда арена                     | 13.502      |

## Регуларна сезона
Оукланд оукси су победили Анахајм амигосе резултатом 134–129 у инаугурационој утакмици лиге пред 4.828 навијача у Оуакланд арени 13. октобра 1967. године. Енди Андерсон из Оукланда био је најбољи стрелац са 33 поена, а Лес Селваж је имао четири бацања за три поена из игре.
Прва Ол-стар утакмица лиге одиграна је у Индијанаполису 9. јануара 1968. у Хинкл филдхаусу. Тренер Џим Полард из Минесота маскиса предводио је Исток до победе од 126–120 над тимом Запада који је тренирао Бејб Макарти из Њу Орлеанс баканирса. Лари Браун из Баканирса је изабран за најкориснијег играча утакмице.  Утакмица коју је преносила национална телевизија одиграла је пред 10.872 навијача, што је највећа посећеност за било коју АБА утакмицу у Индијанаполису од тог датума.
На крају регуларне сезоне, Њу Џерси американси и Кентаки колонелси завршили су сезону изједначено за четврто које је било и уједно последње место које је квалификовало тим за плеј-оф у Источној дивизији, са идентичним резултатом 36–42. Тимови су требали да одиграју плеј-аут са једном утакмицом како би се утврдило ко ће се пласирати у постсезону, која је требало да се игра у Тинек арморију у Тинеку, Њу Џерси, домаћем терену Америкенса, али та утакмица није могла да се игра тамо јер је циркус био у граду и имао је резервисан простор и термин. Тим је покушао да премести утакмицу на Лонг Ајленд арену у Комаку у Њујорку, али када су тимови стигли, површина за игру је била у тако лошем стању да су Колонелси одбили да играју. Мајкан је пресудио да Американси нису успели да обезбеде прихватљиве услове за игру и доделио је победу Колонелсима, и тако је Кентаки прошао у полуфинале дивизије.

## Плејоф
Први носиоци из сваке дивизије током регуларне сезоне били су Питсбург пајперси (Исток) и Њу Орлеанс баканирси (Запад), и сваки је освојио титулу у својој дивизији и победио у обе рунде плеј-офа дивизије да би се пласирао у првенство лиге. У седмој и одлучујућој утакмици, Пајперси су победили Баканирсе резултатом 122–113 и освојили прволигашко првенство, а Чарли Вилијамс је постигао 35 поена и помогао победи домаћих Пајперса пред 11.475 навијача.

## Коначни поредак

### Источна дивизија
| Екипа               | Поб | Пор | %.   | Ут. заост |
| ------------------- | --- | --- | ---- | --------- |
| Питсбург пајперси * | 54  | 24  | .692 | —         |
| Минесота маскиси *  | 50  | 28  | .641 | 4         |
| Индијана пејсерси * | 38  | 40  | .487 | 16        |
| Кентаки колонелси * | 36  | 42  | .462 | 18        |
| Њу Џерзи американси | 36  | 42  | .462 | 18        |

### Западна дивизија
| Екипа                  | Поб | Пор | %.   | Ут. заост |
| ---------------------- | --- | --- | ---- | --------- |
| Њу Орлеанс баканирси * | 48  | 30  | .615 | —         |
| Далас чапаралси *      | 46  | 32  | .590 | 2         |
| Денвер рокетси *       | 45  | 33  | .577 | 3         |
| Хјустон маверикси *    | 29  | 49  | .372 | 19        |
| Анахајм амигоси        | 25  | 53  | .321 | 23        |
| Оукланд оукси          | 22  | 56  | .282 | 26        |

Звездица (*) означава плеј-оф тим
Подебљано – АБА шампиони

## Награде и признања
- Награда АБА за најкориснијег играча: Кони Хокинс, Питсбург пајперси
- Новајлија године: Мел Денијелс, Минесота маскиси
- Тренер године: Винс Казета, Питсбург пајперси
- МВП плеј-офа: Кони Хоукинс, Питсбург пајперси
- МВП утакмице свих звезда: Лари Браун, Њу Орлеанс баканирси
- Ол-АБА први тим
  - Кони Хоукинс, Питсбург пајперси
  - Даг Мо, Њу Орлеанс баканирси
  - Мел Денијелс, Минесота маскиси
  - Лари Џонс, Денвер рокетси
  - Чарли Вилијамс, Питсбург пајперси
- Ол-АБА други тим
  - Роџер Браун, Индијана пејсерси
  - Синси Пауел, Далас чапаралси
  - Џон Бејзли, Далас чапаралси
  - Лари Браун, Њу Орлеанс баканирси
  - Лу Демпјер, Кентаки колонелси
- Ол-АБА руки тим
  - Лу Демпјер, Кентаки колонелси
  - Мел Денијелс, Минесота маскиси
  - Џими Џонс, Њу Орлеанс баканирси
  - Боб Нетолики, Индијана пејсерси
  - Трупер Вашингтон, Питсбург пајперси